# 弗拉特羅克 (亞利桑那州)
弗拉特羅克（英語：Flat Rock）是位於美國亞利桑那州阿帕契縣的一個非建制地區。該地的面積和人口皆未知。

## 地理
弗拉特羅克的座標為36°00′20″N 109°33′20″W / 36.00556°N 109.55556°W，而該地的平均海拔高度為1726米（即5663英尺）。